# ベンジャミン・パッチ
ベンジャミン・パッチ（Benjamin Patch、1994年6月21日 - ）は、アメリカ合衆国の元男子バレーボール選手。元アメリカ代表。

## 来歴

### クラブチーム
ユタ州レイトン出身。2017年、ブリガムヤング大学を卒業。同年にイタリアセリエA1リーグのCallipo Sportへ入団。2017/18シーズンのリーグ戦およびイタリアカップに出場した。2018年、ドイツブンデスリーガのBerlin Recycling Volleysへ移籍。2018/19シーズンのリーグ戦で優勝、2019/20シーズンのドイツカップとスーパーカップで優勝した。2020/21シーズンと2021/22シーズンのブンデスリーガで連覇に貢献した。
2022年を最後に現役引退し、芸術家として活動している。

### 代表チーム
アンダーカテゴリーの代表として2012年、U-21北中米選手権で金メダルを獲得。2015年、シニアのアメリカ代表に初選出された。2016年、ワールドリーグ、2017年のグラチャンに出場した。2018年の世界選手権と2019年ワールドカップでは銅メダルを獲得した。

## 人物
ユタ州で白人のモルモン教徒の養子として育つ。20歳のとき1年間オハイオ州コロンバスで伝道を行っていたが、自身の性的指向と教義との間に悩んだ結果、モルモン教を離脱した。
2020年、ドイツの『ターゲスシュピーゲル』紙でのインタビューでクィアであることをカミングアウトした。

## 球歴
- 世界選手権 - 2018年
- ワールドカップ - 2019年
- グラチャン - 2017年
- ネーションズリーグ - 2018年、2019年、2021年

## 受賞歴
- 2012年 - U-21北中米選手権 MVP
- 2022年 - 2021/22ドイツスーパーカップ MVP

## 所属クラブ
- ブリガムヤング大学
- Callipo Sport（2017-2018年）
- ベルリン・リサイクリング・バレーズ（2018-2022年）